# Gesucht wird … (Dokumentationsreihe)
Gesucht wird … war eine investigative Dokumentationsreihe, die sich vor allem dem Enthüllungsjournalismus widmete. Sie wurde vom Westdeutschen Rundfunk für die ARD produziert und von 1984 bis 2000 im deutschen Fernsehen ausgestrahlt.

## Fernsehformat
Die Themen der von Werner Filmer verantworteten Reportagereihe waren brisant und führten häufig zu juristischen Auseinandersetzungen. Der Journalist machte als Autor auch seine Recherche transparent. Während er möglichen Skandalen nachging, ließ er die Zuschauer Schritt für Schritt an der Aufdeckung teilhaben. Das Thema der Sendung war immer Teil ihres Titels, z. B. „Gesucht wird ... eine Todesursache“.

## Auszeichnungen
Fünfmal erhielten Reportagen der Reihe einen Adolf-Grimme-Preis.
- 1986 Felix Kuballa (Adolf-Grimme-Preis mit Silber) für "Gesucht wird ... Josef Mengele" über das unbeschwerte Nachkriegsleben des ehemaligen Lagerarztes von Auschwitz
- 1987 Gert Monheim (Adolf-Grimme-Preis mit Gold) für "... eine Todesursache" über ein Medikament, dessen tödliche Gefahr in Deutschland ignoriert wurde
- 1989 Gert Monheim (Adolf-Grimme-Preis mit Silber) für "... Gift am Arbeitsplatz" über grob fahrlässigen Umgang mit Umweltgiften
- 1989 Felix Kuballa (Adolf-Grimme-Preis mit Bronze) für "... eine Absturzursache" über die wahren Hintergründe eines Flugzeugunglücks
- 1996 Wilfried Huismann Adolf-Grimme-Preis für "... das Geheimnis um das Olympia-Attentat 1972"

## Sendeplatz
Sendeplatz war mal nachmittags, mal spät abends und mal zur Primetime. Die Tradition von Gesucht wird … setzte der WDR in der Reihe die story fort.